# Начало восстания против дахиев
«Начало восстания против дахиев» (серб. Почетак буне против дахија) — сербская эпическая песня, сочинённая гусляром Ф. Вишничем в начале XIX века.
Песня описывает события, относящиеся к началу первого сербского восстания (1804). Записана В. Караджичем в 1815 году в Среме, в монастыре Шишатовце, где жил в это время бежавший из Сербии Ф. Вишнич. По мнению Д. Костича, песня не могла быть написана до переезда Ф. Вишнича в Сербию в 1809 году. Песня состоит из 629 стихов.

## Содержание
Песня начинается традиционным сербским запевом: «Что за чудо, боже милосердный!». Далее говорится о вскипании крови из земли: согласно народному поверью, когда невинные требуют возмездия — кровь вскипает. В песне упоминается о семи дахиях (янычары, взбунтовавшиеся против власти султана, господствовали в Сербии с начала 1802 года), которые засели в Белграде: Аганлия (родом из Боснии), Кучук-Алия (из сербского Рудника), братья герцеговинцы Мехмед-ага Фочич и Муса-ага Фочич и их столетний отец Фоча, Мулла Юсуф (родом из Нови-Пазара) и Фоча-оглы-ага (из сербской Лозницы). В песне турки считают, что не надо явно притеснять сербов, потому что власть, основанная на насилии падёт; надо использовать настроения народа в своих интересах; надо подкупить князей и воевод, чтобы они забыли, какие страдания переносит народ. Упоминаются убитые в 1804 году сербские «князья»: Стеван Андреич Палалия, двоюродные братья Чарапичи — Васа и Марко, Илья Бирчанин, Алексей Ненадович.
Несколько стихов содержат упоминания об астрономических явлениях. От Трифона до святого Юрья. Каждой ночью месяц затмевался. Лунное затмение произошло 1 (13) февраля и 23 апреля (5 мая) 1804 года. Частичное лунное затмение в Сербии происходило 14 января. Вишнич мог причислить затмения 22 марта 1800 года и 18 марта 1801 года, которые также произошли «от Трифона до святого Юрья». Обагрённые кровью знамёна по небу над Сербией неслися. Согласно записи, сделанной в плевленском монастыре Святой Троицы 14 января 1805 года, после затмения солнца и луны на небе появилась «страшная звезда». Гром раздался в день святого Саввы, а зимою грозы не бывает. Историк сербского восстания М. Вукичевич обнаружил рукопись, в которой говорилось: «1801 г. января 14 дня, перед св. Саввой Сербским, был сильный гул и грохот, и земля потряслась и трижды прогремел гром». Потемнело солнце в поднебесье на святого Трифона весною. Полное солнечное затмение в Сербии можно было наблюдать 30 января (11 февраля) 1804 года. В тот же день, в тот жечас порешили, и померкло солнце над вождями. Затмение солнца имело место 30 января 1804 года.